# Luis Enrique Pujals
Luis Enrique Pujals (Pergamino, provincia de Buenos Aires, 4 de diciembre de 1941 - desaparecido el 17 de septiembre de 1971, Rosario, Santa Fe) fue un guerrillero argentino, conocido con el apodo de "El Flaco". Pertenecía a una familia de buena posición económica y antiperonista. Su padre, Enrique Pujals, había sido candidato a gobernador por el Partido Demócrata Progresista.
Después de Santucho, era la figura más importante del PRT, fue uno de los fundadores de la organización guerrillera Ejército Revolucionario del Pueblo.

## Militancia

### Su paso por Palabra Obrera
Comenzó su militancia política al producirse en 1958 las movilizaciones en torno al proyecto permitiendo la expedición de títulos universitarios por las casas de estudio privadas que se conoció por el lema de “Laica o libre”. Se acercó al peronismo revolucionario y a las ideas de John William Cooke, comenzó a estudiar Derecho en Rosario y junto a Rubén Bonnet se incorpora en 1961 al grupo trotskista Palabra Obrera.
Nahuel Moreno había desarrollado un "entrismo" en el movimiento peronista, ingresando a comienzos de la década de 1950 al PSRN (Partido Socialista de la Revolución Nacional), una organización perteneciente al movimiento peronista. Tras varios cambios de nombre la agrupación había adoptado el de Palabra Obrera, que correspondía al periódico homónimo que publicaban. El grupo de Moreno había controlado inicialmente la Federación Bonaerense del PSRN, fundamentalmente debido al desarrollo previo del POR en Avellaneda y Florencio Varela. La decisión de desarrollar una política entrista en el peronismo,  objeto de grandes polémicas internas, era justificada por Moreno sosteniendo la necesidad de formar un "partido centrista de izquierda legal" y haciendo la analogía con el entrismo en los Partidos Socialistas recomendado por Trotski a sus seguidores en la década de 1930.
Sus críticos suelen recordar que tanto el periódico como los estatutos de Palabra Obrera, se reconocían Bajo la disciplina del General Perón y del Comando Superior Peronista. Esto ha sido tomado como argumento para afirmar que Moreno no habría realizado un entrismo, sino una disolución dentro del peronismo. En 1958, ante el pacto de Perón con Frondizi, Palabra Obrera llamó a "acatar la orden" y votar a Frondizi, candidato presidencial de un sector de la UCR.
En consonancia con la posición de Perón, Moreno defendió inicialmente a Batista contra Fidel Castro (a quien calificaba de 'gorila') y en 1959 calificó a la Revolución Cubana de "Revolución Gorila", comparándola con el Golpe Militar de 1955 en Argentina. Sin embargo, Moreno se rectificó más adelante, declarándose castrista y considerando a Fidel Castro "junto con Lenin y Trotsky, uno de los más grandes genios revolucionarios de este siglo". En el mismo texto, Moreno proponía una profunda revisión del trotskismo y el marxismo en general, al plantear que el proletariado no debía ser necesariamente la vanguardia de la revolución socialista: "Hemos superado el esquema trotskista de que sólo el proletariado es la vanguardia de la revolución".

### Incorporación al PRT
Esta nueva orientación política le permitió una confluencia con el FRIP (Frente Revolucionario Indoamericano Popular), organización dirigida por el santiagueño Mario Roberto Santucho. De la fusión del FRIP y Palabra Obrera surge, el 25 de mayo de 1965, el Partido Revolucionario de los Trabajadores. Desde esa posición "entrista" Pujals deja sus estudios para "proletarizarse", al igual que otros militantes, trabajando como obrero de la construcción ya que por su salud débil no era aceptado en una fábrica. En aquella agrupación conoció a Susana Gaggero, con quien se casó y tuvo su hijo Enrique.

Símbolo del ERP.

Luis Pujals y su esposa Susana Gaggero se incorporaron al PRT pero entre finales de 1967 y principios de 1968 aparecen divergencias en su seno. Aunque Moreno había propuesto a la organización internacional a la que pertenecía en 1967 (Secretariado Unificado de la IV Internacional), "crear los brazos armados de la OLAS" (Organización Latinoamericana de Solidaridad, fundada por el Partido Comunista de Cuba), consideraba que las condiciones no estaban dadas para realizar esta tarea en Argentina. Mario Roberto Santucho, por el contrario, propuso la inmediata preparación de la lucha armada en el país. Este conflicto que llevó a la conformación del PRT-La Verdad (Moreno) y PRT-El Combatiente (Santucho), adhiriendo Gaggero y Pujals a este último.

### V Congreso: fundación del ERP
Pujals organizó a principios de 1970 en Rosario la primera cédula militar que, bajo du dirección, realiza acciones armadas como Comando Che Guevara. En abril de 1970 fue detenida por unos días en la ciudad de Pergamino, después el matrimonio se traslada a Buenos Aires, donde Gaggero trabaja de psicóloga.
A mediados de julio de 1970, el Comité Central del PRT, elegido dos años atrás, se hallaba dividido en tres fracciones en torno a la vía de la lucha armada. La fracción mayoritaria, que seguía a Santucho, no quería perder más tiempo en discusiones que retrasaban el inicio de la lucha armada, movilizada, sobre todo, por las múltiples insurrecciones de 1969 (cuyo epicentro había sido el Cordobazo). Al borde de una nueva ruptura, Santucho se fugó de la cárcel de Villa Urquiza, en San Miguel de Tucumán, y se convocó a un nuevo congreso. Así, el 29 y 30 de julio en una isla del Delta del Paraná, se realizó el V Congreso del PRT.
En aquel congreso, donde participan entre otros Mario Roberto Santucho, Ana María Villarreal (su esposa), Luis Pujals, Enrique Gorriarán Merlo, Benito Urteaga, Domingo Menna, José Joe Baxter, Carlos Molina, se fundó un Ejército, "brazo armado de la clase obrera y el pueblo", con el nombre de Ejército Revolucionario del Pueblo. Pujals fue nombrado miembro del Buró partidario, a cargo de la organización política y director del periódico El Combatiente.
Inmediatamente Pujals, Santucho, Antonio del Carmen Fernández y Rubén Bonnet viajan a Cuba donde reciben instrucción militar. Después del V Congreso, el ERP fue tomando una dimensión mucho más abarcativa y contundente, en virtud de la masiva repercusión de las acciones militares desplegadas, logrando ampliar considerablemente su convocatoria de militantes desde esta nueva perspectiva armada. Su máxima actividad la desplegó entre 1970 y 1977.
En 1971 junto con su pareja se mudó a La Plata para apuntalar la Regional Buenos Aires del PRT, debilitada por fracturas. Gaggero ejerce como psicóloga en su consultorio, trabaja como docente en la Universidad y milita en las fábricas en tanto Pujals se dedica a la formación de cuadros y militantes. En agosto de 1971 se reunió con el dirigente de la Liga Comunista Francesa y de la IV Internacional, Hubert Krivine, quien criricó el sesgo militarista del PRT. Pujals ejercía en ese momento la dirección nacional debido a la detención de Santucho y de Gorriarán Merlo.

## Desaparición y represalias
El 17 de septiembre de 1971 Pujals fue detenido por la policía y entregado al Ejército. Su familia afirmó que había podido averiguar extraoficialmente que había sido trasladado en secreto a la Jefatura de Policía en Rosario, donde fue torturado y asesinado. Esa fecha se volvería una fecha conmemorativa para la guerrilla durante los años que estuvo activa.
En represalia el 10 de abril de 1972 el ERP asesinó al general Juan Carlos Sánchez en un operativo en conjunto con las Fuerzas Armadas Revolucionarias en la cual también mataron a Elcira Cucco de Araya, que atendía un quiosco de diarios y revistas en la esquina de Alvear y Córdoba donde ocurrió el atentado.